# 青目
青目論師（生卒年不詳），梵語音譯賓伽羅(piṅgala; पिङ्गल )。中觀派論師。四世紀時的印度佛教僧侶，為聖天的再傳弟子。

## 生平
後世對他的生平所知不多，他是最早為龍樹《中論》寫作註疏的論師之一。他的註釋在中亞一帶極為流行，最後由鳩摩羅什傳入中國。由於鳩摩羅什將青目的註釋與《中論》頌同時譯為漢文，且將青目名號譯為「梵志青目」。梵志原為梵語之意譯、在此指稱為古印度一切出家外道。也因青目為中論作釋，故而他的註疏在漢傳佛教中佔有很重要的地位。

## 外部連結
- 梵志